# Due uomini e mezzo
Due uomini e mezzo (Two and a Half Men) è una sitcom statunitense prodotta dal 2003 al 2015 e trasmessa dalla CBS.
Originariamente interpretata da Charlie Sheen nel ruolo principale, insieme a Jon Cryer e Angus T. Jones, la serie vede protagonista uno scrittore di jingle edonista, Charlie Harper, il quale si ritrova improvvisamente a ospitare nella sua villa di Malibu il fratello Alan, neodivorziato, e il nipote Jake. Dalla nona stagione Ashton Kutcher, nei panni di Walden Schmidt, subentra nel cast principale a Sheen.
La serie è andata in onda per 12 stagioni e 262 episodi, trasmessi negli Stati Uniti tra il 22 settembre 2003 e il 19 febbraio 2015. In lingua italiana ha debuttato inizialmente in Italia, su Rai 2, che ha poi trasmesso le prime sette e le ultime due stagioni; in Svizzera, RSI LA1 ha trasmesso le stagioni dalla ottava alla decima.

## Trama

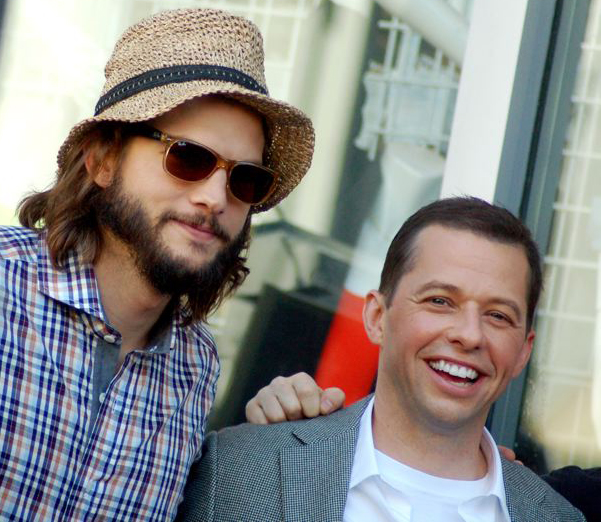
Ashton Kutcher e Jon Cryer

La sitcom inizia dal trasloco di Alan e suo figlio Jake a casa di Charlie, fratello maggiore di Alan, in seguito alla separazione di quest'ultimo da sua moglie Judith.
Le storie narrate si incentrano sulle situazioni spesso comiche nate dalle diverse abitudini e stili di vita di Charlie, scapolo di professione, compositore musicale per jingle pubblicitari, donnaiolo di successo, viziato e dalla vita agiata, e di suo fratello Alan, separato e con figlio al seguito, di professione chiropratico, molto più tranquillo, ma maniacalmente preciso. Il loro rapporto è anche scombussolato dalle incursioni della madre dei due, Evelyn, ricca agente immobiliare e donna superficiale con la quale i due figli hanno un rapporto perennemente conflittuale e dalla governante Berta, considerata ormai come una di famiglia, ma con un fare molto rozzo e mascolino.
Gli scenari cambiano totalmente all'alba della nona stagione, in cui il primo episodio si apre con il funerale di Charlie, deceduto durante la sua luna di miele con Rose. Alan, consapevole di non poter mantenere la casa dove abitava con Charlie, decide di venderla, quando all'improvviso fa il suo ingresso in scena Walden Schmidt, futuro acquirente e protagonista che stravolge le gerarchie della casa.
Un ulteriore stravolgimento avviene durante la decima stagione, che vede Jake entrare prima nell'esercito e in seguito trasferirsi in Giappone (comparendo per poco più della metà degli episodi); nell'undicesima il ragazzo esce definitivamente di scena, e appare poco dopo Jenny, una ragazza omosessuale che si rivela essere la figlia avuta dal defunto Charlie anni prima senza che lui ne sapesse nulla, e che si trasferisce a vivere con lo zio Alan e Walden.
Nella dodicesima e ultima stagione Alan e Walden si sposano, fingendo di essere gay e pur continuando a vedersi con diverse donne, così che quest'ultimo possa adottare un bambino, Louis, per poi divorziare una volta completato l'iter burocratico.

## Episodi
| Stagione            | Episodi | Prima TV USA | Prima TV in italiano |
| ------------------- | ------- | ------------ | -------------------- |
| Prima stagione      | 24      | 2003-2004    | 2006                 |
| Seconda stagione    | 24      | 2004-2005    | 2006-2007            |
| Terza stagione      | 24      | 2005-2006    | 2008                 |
| Quarta stagione     | 24      | 2006-2007    | 2009                 |
| Quinta stagione     | 19      | 2007-2008    | 2009                 |
| Sesta stagione      | 24      | 2008-2009    | 2010                 |
| Settima stagione    | 22      | 2009-2010    | 2011                 |
| Ottava stagione     | 16      | 2010-2011    | 2012                 |
| Nona stagione       | 24      | 2011-2012    | 2013                 |
| Decima stagione     | 23      | 2012-2013    | 2014                 |
| Undicesima stagione | 22      | 2013-2014    | 2015                 |
| Dodicesima stagione | 16      | 2014-2015    | 2016                 |

## Personaggi e interpreti
- Charlie Harper (stagioni 1-8, guest 9-12), interpretato da Charlie Sheen[1], doppiato da Massimo Rossi.
- Alan Harper (stagioni 1-12), interpretato da Jon Cryer, doppiato da Franco Mannella.
- Jake Harper (stagioni 1-10, guest 12), interpretato da Angus T. Jones, doppiato da Jacopo Cinque (st. 1-2) e da Alessio Nissolino (st. 3-12).
- Evelyn Harper (stagioni 1-12), interpretata da Holland Taylor, doppiata da Angiolina Quinterno (st. 1), da Carmen Onorati (st. 2-10) e da Franca D'Amato (st. 11-12).
- Rose (stagioni 1-2, ricorrente 3-12), interpretata da Melanie Lynskey, doppiata da Antonella Baldini.
- Judith Harper-Melnick (stagioni 1-9, guest 10-12), interpretata da Marin Hinkle, doppiata da Roberta Pellini.
- Berta (stagioni 2-12, ricorrente 1), interpretata da Conchata Ferrell, doppiata da Cristina Piras.
- Kandi (stagione 4, ricorrente 3, guest 10-12), interpretata da April Bowlby, doppiata da Germana Longo.
- Chelsea Melini (stagione 7, ricorrente 6, guest 9-12), interpretata da Jennifer Taylor, doppiata da Daniela Abbruzzese.
- Walden Schmidt (stagioni 9-12), interpretato da Ashton Kutcher, doppiato da Stefano Crescentini.
- Jenny Harper (stagioni 11-12), interpretata da Amber Tamblyn, doppiata da Alessia Amendola.
- Louis (stagione 12), interpretato da Edan Alexander.

## Produzione

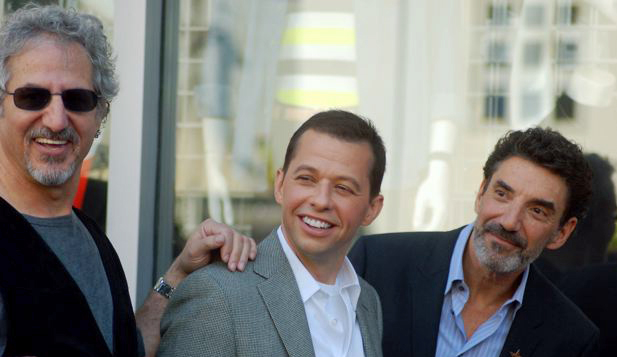
Cryer tra gli ideatori della sitcom, Lee Aronsohn e Chuck Lorre.

L'ottava stagione di Due uomini e mezzo è stata inizialmente messa in pausa e poi definitivamente conclusa dopo 16 episodi trasmessi. Nei giorni successivi Sheen ha iniziato una disputa con il creatore della serie Chuck Lorre, provocandolo con commenti antisemiti e chiedendo uno stipendio di 3.000.000 di dollari per episodio, dichiarando di essere sottopagato. Il 7 marzo 2011 l'attore è stato infine «licenziato con effetto immediato» dalla Warner Bros.
A maggio del 2011 è stato annunciato l'ingaggio di Ashton Kutcher in sostituzione di Sheen per la successiva stagione della serie, in programmazione negli Stati Uniti dall'autunno dello stesso anno.
Il 30 marzo 2014 la serie è stata rinnovata per una dodicesima stagione, annunciata nel maggio successivo come l'ultima della serie, e trasmessa dal 30 ottobre 2014; l'ultimo episodio è andato in onda il 19 febbraio 2015.

## Accoglienza

### Ascolti
| Stagione | Episodi | Messa in onda     | Inizio            | Inizio         | Fine           | Fine           | Stagione televisiva | Valutazione |
| Stagione | Episodi | Messa in onda     | Data              | Telespettatori | Data           | Telespettatori | Stagione televisiva | Valutazione |
| -------- | ------- | ----------------- | ----------------- | -------------- | -------------- | -------------- | ------------------- | ----------- |
| 1        | 24      | Lunedì alle 21:30 | 22 settembre 2003 | 18.44          | 24 maggio 2004 | 18.16          | 2003-2004           | 9.9         |
| 2        | 24      | Lunedì alle 21:30 | 20 settembre 2004 | 16.44          | 23 maggio 2005 | 14.37          | 2004-2005           | 10.6        |
| 3        | 24      | Lunedì alle 21:00 | 19 settembre 2005 | 15.04          | 22 maggio 2006 | 15.51          | 2005-2006           | 9.7         |
| 4        | 24      | Lunedì alle 21:00 | 18 settembre 2006 | 15.04          | 14 maggio 2007 | 16.10          | 2006-2007           | 9.1         |
| 5        | 19      | Lunedì alle 21:00 | 24 settembre 2007 | 13.58          | 19 maggio 2008 | 14.70          | 2007-2008           | 8.5         |

### Critica
Due uomini e mezzo ha ricevuto recensioni per lo più contrastanti da parte dalla critica per tutta la sua durata. Il New York Daily News ha descritto la sitcom come "solida, ben recitata e occasionalmente divertente". Al contrario Graeme Blundell, scrivendo per The Australian, l'ha descritta come una "commedia a volte inquietante e misogina". Il debutto di Ashton Kutcher è stato accolto con recensioni contrastanti, e anche le recensioni per la nona stagione sono state contrastanti. Tuttavia, è stato etichettato come "uno degli spettacoli comici di maggior successo d'America". Ellen Gray del Daily News ha elogiato l'eredità della serie televisiva poco prima della premiere del finale. Il successo degli uomini è stato ciò che ha permesso a queste altre serie televisive di Chuck Lorre di essere realizzati e di avere successo. Dopo le riprese dell'episodio finale, il palco 26 del lotto della Warner Brothers è stato ribattezzato "Il palco dei Due uomini e mezzo". Dopo il finale, i fan di Sheen hanno lanciato una petizione globale, sotto il nome di "Yes To The Harpers", per fargli riprendere il ruolo di Charlie Harper insieme al suo ex co-protagonista Jon Cryer; questa idea è emersa dopo che i fan hanno visto la vanity card di Chuck Lorre sull'idea di uno spin-off chiamato The Harpers.

## Riconoscimenti
La serie ha ricevuto più nomination ai premi. È stato candidato per 46 Primetime Emmy Awards (vincendone nove, di cui due per Jon Cryer) e due Golden Globe (entrambi per Charlie Sheen). La serie ha vinto il premio per la commedia televisiva preferita al 35° People's Choice Awards.